# Любя Молли
«Любя Молли» (англ. Lovin’ Molly, другое название «Дикая и нежная» англ. The Wild and the Sweet) — американская мелодрама режиссёра Сидни Люмета по роману Ларри МакМёрти «Покидая Шайенн» (англ. Leaving Cheyenne, 1963). Премьера фильма состоялась 14 апреля 1974 года.

## Сюжет
Действие фильма охватывает почти 40 лет (1925—1964 годы). Двое техасских фермеров, не обладающий нравственными достоинствами Гид и флегматичный Джонни борются за право называться возлюбленным своенравной красавицы Молли Тейлор, которая постоянно отказывает в замужестве обоим ухажёрам.

## В ролях
- Энтони Перкинс — Гид
- Бо Бриджес — Джонни
- Блайт Даннер — Молли Тейлор
- Эдвард Биннс — мистер Фрай
- Сьюзан Сарандон — Сара
- Конард Фокс — Эдди
- Клод Траверс — мистер Тейлор
- Джон Генри Фолк — мистер Гринсом

## Съёмочная группа
- Режиссёр-постановщик: Сидни Люмет
- Сценарист: Стивен Дж. Фридман
- Продюсер: Стивен Дж. Фридман
- Композитор: Фред Хеллерман
- Оператор-постановщик: Эдвард Р. Браун
- Монтажёр: Джоанна Бёрк